# Cypripedium subtropicum
Cypripedium subtropicum é uma espécie de orquídea terrestre, família Orchidaceae, que habita o sudeste do Tibet e a China.